# Clemens Bollen
Clemens Bollen (* 12. Februar 1948 in Langholt (Landkreis Leer)) ist ein deutscher Politiker (SPD).

## Leben und Beruf
Nach der Mittleren Reife 1965 machte Bollen bis 1968 eine Ausbildung zum Industriekaufmann. Anschließend war er bis 1979 als Angestellter im Personalwesen der Olympia-Werke in Leer tätig. Dort war er auch stellvertretender Betriebsratsvorsitzender und Mitglied des Gesamtbetriebsrates. Nebenberuflich belegte er ab 1971 eine Weiterbildung im Bereich Betriebswirtschaftslehre an der Verwaltungs- und Wirtschaftsakademie, die er 1974 als Betriebswirt (VWA) beendete. 1977 bestand Bollen an der Carl-von-Ossietzky-Universität Oldenburg die Zulassungsprüfung für ein Hochschulstudium der Fächer Wirtschaftswissenschaften sowie Ökonomie und Politik, das er von 1979 bis 1984 absolvierte. Seit 1980 ist Bollen Erster Bevollmächtigter der IG Metall Leer/Papenburg.
Clemens Bollen ist verheiratet und hat eine Tochter. Zu seinen Hobbys zählt der Langstreckenlauf.

## Partei
1976 trat er in die SPD ein.

## Abgeordneter
Nachdem er bei Bundestagswahl 2005 im Wahlkreis Unterems kein Direktmandat erringen konnte, rückte Clemens Bollen am 29. November 2005 für den ausgeschiedenen Abgeordneten Gerhard Schröder über die Landesliste Niedersachsen in den Deutschen Bundestag nach. Am 25. September 2008 erklärte Bollen, aus gesundheitlichen Gründen bei der Bundestagswahl 2009 nicht noch einmal für ein Bundestagsmandat zu kandidieren.